# Ратниче, вољно! (филм)

## Синопсис
Један од више забрањених филмова Крсте Шканате. Филм је снимљен 1964.
Иако најстроже забрањен за ТВ, филм је добио 1. награду на филмском фестивалу док. филма у Оберхаузену [априла 1967] те ушао у све светске антологије. Филм говори о Душану Мандићу, бившем ратнику из Босанског Грахова, коме су 1942. сви побијени, имовина сва спаљена. [...] Занимљиво је гледајући филм откривати зашто се овај филм нашао на листи ТВ забрана. [...] Такође је непознато због чега је филму одсечена шпица тако да се не знају поуздано сви аутори?!
Шканата је за овај филм награђен Октобарском наградом града Београда 1967.